# Chùa Bà Đanh
Chùa Bà Đanh là một ngôi chùa nằm ở thôn Đanh, phường Ngọc Sơn, thị xã Kim Bảng, tỉnh Hà Nam, diện tích khoảng 10ha.
Chùa quay mặt hướng Nam ra mạn sông Đáy. Phía ngoài cùng tiếp giáp với đường đi và gần bờ sông là cổng tam quan của chùa. Công trình này nền được tôn cao, xây vượt hẳn lên năm bậc và hai đầu xây bít đốc. Tam quan có ba gian và được làm thành hai tầng. Tầng trên có hai lớp mái lợp bằng ngói nam, xung quanh sàn gỗ hàng lan can là những trấn song con tiện. Tầng này sử dụng làm gác chuông, ba gian dưới có hệ thống cánh cửa bằng gỗ lim.

## Lịch sử
Chùa Bà Đanh và Núi Ngọc nằm về phía Đông Nam xã Ngọc Sơn. 3 mặt khu di tích này có dòng sông Đáy bao quanh. Trước Cách mạng Tháng Tám năm 1945, khu vực chùa Bà Đanh nằm tách ra xa khu dân cư. Tại đây cây cối um tùm nên vắng người qua lại. Mỗi khi dân làng có việc phải lên chùa vào buổi tối lại phải đốt đuốc và gõ chiêng gõ trống để xua đuổi thú dữ. Chính vì vậy dân gian truyền tụng câu: "Vắng như chùa Bà Đanh".
Xã Ngọc Sơn được thành lập tháng 3 năm 1976, gồm bốn thôn là Mã Não, Phương Khê, Đanh Xá và Thụy Xuyên. Trước cách mạng tháng 8/1945 mỗi thôn này là một đơn vị hành chính xã thuộc tổng Thụy Lôi huyện Kim Bảng tỉnh Hà Nam. Sau cải cách ruộng đất năm 1956 đã nhập thêm xóm Quế Lâm (thuộc thôn Văn Lâm xã Văn Xá) thành xóm 15.
Tháng 4 năm 1986 thị trấn Quế được thành lập. Một số xóm của xã Ngọc Sơn cắt về thị trấn. Hiện nay xã Ngọc Sơn nằm ở trung tâm của huyện lị. Xã nằm trên trục đường giao thông 22 nối đường 1A từ Ba Đa lên chợ Dầu ngược Hà Tây (cũ). Đây là đầu mối giao thông của huyện đi các nơi. Phía nam của xã nằm giáp sông Đáy. Từ đây ta có thể vào Ninh Bình, Thanh Hóa hay ngược lên Hòa Bình hết sức thuận lợi.
Có thể đi bằng các đường sau để đến với di tích:
- Từ thành phố Nam Định lên thành phố Phủ Lý, qua cầu Hồng Phú đi theo đường 22 khoảng 10 km là đến với di tích.
- Từ Thành phố Phủ Lý đi đò ngược sông Đáy khoảng 7 km là đến bến trước cửa chùa Bà Đanh.